# شونکیرشن
شونکیرشن (به آلمانی: Schönkirchen) یک شهر در آلمان است که در پلون واقع شده‌است. شونکیرشن ۶٬۴۱۴ نفر جمعیت دارد.